# Regan Gough
Regan Gough (Waipukurau, 6 de outubro de 1996) é um desportista neozelandês que compete no ciclismo nas modalidades de pista, especialista na prova de perseguição por equipas, e rota. O seu primo Westley Gough também compete em ciclismo.
Ganhou três medalhas no Campeonato Mundial de Ciclismo em Pista entre os anos 2015 e 2020.
Participou nos Jogos Olímpicos de Verão de 2016, ocupando o 4.ª lugar na prova de perseguição por equipas.

## Medalheiro internacional
| Campeonato Mundial | Campeonato Mundial      | Campeonato Mundial | Campeonato Mundial      |
| Ano                | Lugar                   | Medalha            | Competição              |
| ------------------ | ----------------------- | ------------------ | ----------------------- |
| 2015               | Saint-Quentin ( França) | Medalha de ouro    | Perseguição por equipas |
| 2017               | Hong Kong ( China)      | Medalha de prata   | Perseguição por equipas |
| 2020               | Berlim ( Alemanha)      | Medalha de prata   | Perseguição por equipas |

1. ↑  Competiu na rodada de classificação.

## Palmarés
- 2017
  - 1 etapa do An Post Rás